# 石崎誠也
石崎 誠也（いしざき せいや）は、日本の法学者・弁護士。専門は行政法。新潟大学名誉教授。高岡法科大学第6代学長。

## 経歴
宮崎県生まれ。宮崎県立宮崎大宮高等学校卒業。1971年に東京都立大学法学部入学。1983年東京都立大学大学院社会科学研究科博士課程（基礎法学専攻）単位取得退学。
1983年新潟大学教養部講師、1986年教養部助教授、1994年法学部教授。2010年大学院実務法学研究科（法科大学院）研究科長。
新潟大学退職後、2018年弁護士に登録。新潟大学名誉教授。2019年より高岡法科大学教授、2020年4月より副学長兼法学部長、同年9月より学長に就任。2024年4月同大学募集停止を前に退任。

## 学歴
- 昭和46年3月:宮崎県立宮崎大宮高等学校卒業
- 昭和53年3月:東京都立大学法学部卒業
- 昭和55年3月:東京都立大学大学院社会科学研究科修士課程（基礎法学専攻）修了
- 昭和58年3月:東京都立大学大学院社会科学研究科博士課程（基礎法学専攻）単位取得退学[3]

## 職歴
- 昭和58年4月:新潟大学教養部講師
- 昭和61年10月:新潟大学教養部助教授
- 平成5年3月:新潟大学教養部教授
- 平成6年4月:新潟大学法学部教授
- 平成16年4月:新潟大学大学院実務法学研究科（法科大学院）教授
- 平成22年2月:新潟大学大学院実務法学研究科（法科大学院）研究科長
- 平成30年4月:新潟大学名誉教授[4]・新潟大学人文社会科学系フェロー・弁護士登録・新潟みなと法律事務所所属[5]
- 平成31年4月:高岡法科大学教授
- 令和2年2月:高岡法科大学法学部長代行
- 令和2年4月:高岡法科大学副学長兼法学部長
- 令和2年9月:高岡法科大学学長[6]
- 令和6年4月:高岡法科大学退職[7]

## 著書
- 『行政手続・行政救済法の展開』（共著）信山社、令和元年5月
- 『原発再稼働と自治体』（共著）自治体研究社、平成30年11月
- 『原発事故新規制基準と住民避難を考える』（共著）京都自治体問題研究所、平成30年7月
- 『日本の司法ー現在と未来江藤价泰先生追悼論集』（共著）日本評論社、平成30年7月
- 『磯部力古稀記念都市と環境の公法学』（共著）勁草書房、平成28年4月
- 『新基本法コメンタール地方公務員法』（共著）日本評論社、平成28年3月
- 『新基本法コメンタール地方自治法』（共著）日本評論社、平成23年
- 『行政不服審査制度の改革』（共著）日本評論社、平成20年9月
- 『兼子仁先生古稀記念分権時代と自治体法学』（共著）勁草書房、平成19年11月
- 『地域自治組織と住民自治』（共著）自治体研究社、平成18年9月
- 『基本法コメンタール地方自治法』（共著）日本評論社、平成13年4月
- 『手続法的行政法学の理論』（共著）勁草書房、平成7年3月
- 『地方自治法学』（共著）陽書房、平成元年4月
- 『西ドイツの行政行為論』（共著）成文堂、昭和58年3月